# 安娜·门科尼
安娜·门科尼（義大利語：Anna Menconi，1971年7月27日—），意大利女子射箭运动员。她曾代表意大利参加2000年和2004年夏季残疾人奥林匹克运动会射箭比赛，获得一枚金牌和一枚银牌。